# Gérard Lecas
Gérard Lecas, né le 12 janvier 1951 à Paris, est un écrivain de roman policier, un traducteur et un scénariste français.

## Biographie
Études scientifiques et mathématiques supérieures à Saint-Nazaire et Nantes. Il se réoriente pour travailler dans le milieu de sa passion et reprend ses études à l’école Nationale de Cinéma Louis Lumière dont il sort diplômé. Il devient ingénieur du son et travaille pour le cinéma, la musique et la télévision.
Il écrit son premier roman en 1981 qui est publié à la Série noire en 1982. Après trois autres parutions dans cette collection, il publie chez Denoël un recueil de nouvelles intitulé La Vie hors-champ consacrés au monde de l’audiovisuel, puis un roman chez le même éditeur en 1997. En 1997, il écrit Satanique ta mère pour la collection Le Poulpe, titre qui sera diffusé sous forme de feuilleton dans le quotidien Libération durant le mois de juillet de la même année. Il s’essaie à la science-fiction avec Cosmic Blues en 1999.
Il entame un autre pan de sa carrière en travaillant en tant que scénariste pour plusieurs séries françaises (La Crim', Commissaire Cordier ou Central Nuit). Après treize années d’interruption, il revient en 2012 à l’écriture romanesque avec Le Corps de la ville endormie, publié dans la collection Rivages/Noir. Ensuite il publiera cinq romans jeunesse dans une série intitulée "FBI Animaux Disparus" chez Scrineo, avant de publier un thriller, "Dark Web", chez "City", écrit en collaboration avec Michaëla Watteaux. Par la suite, il publiera "Deux balles", chez "Jigal" (2020). En 2O22, son roman "Etna" sera réédité aux éditions "D'Avallon" et en février 2023, il est de retour chez Rivages/Noir avec "Le sang de nos ennemis". 
Son roman L’Ennemi public n°2 est adapté à la télévision pour la série télévisée Série noire dont il constituera le premier volet. Le film est réalisé par Edouard Niermans, le scénario écrit par Jacques Audiard.
En marge de l’écriture, Gérard Lecas a traduit plusieurs romans de l’italien au français pour les éditions Gallimard, Le Masque et Rivages. Il a ainsi traduit tout ou partie des œuvres des écrivains Cesare Battisti, Andrea G. Pinketts, Giorgio Scerbanenco, Piero Colaprico, Pino Cacucci ou encore Oscar Caplan.

## Œuvre

### Romans
- L’Ennemi public n°2 (1981) Paris, Gallimard, Série noire no 1875, 1982
- Le Seigneur de Makéni (1986) Paris, Gallimard, Série noire no 2050, 1986
- Overdrive (1988) Paris, Gallimard, Série noire no 2114, 1988
- Le Syndrome du volcan (1993) Paris, Gallimard, Série noire no 2311, 1993
- La Vie hors-champ (1994) Paris, Denoël, 1994
- MLF vaincra (1996) Paris, Canaille, coll. Canaille-revolver, 1996
- Satanique ta mère (1997) Paris,  Baleine,  Le Poulpe no 73, 1997
- Etna (1998) Paris, Denöel, 1998
- Cosmic Blues (1999) Paris, Flammarion, coll. Quark Noir no 2, 1999
- Le Corps de la ville endormie (2012) Paris, Rivages/Noir no 863, 2012
- Dark Web (2017) City
- Deux balles (2020) Paris, Éditions Jigal no 863, 2020 (ISBN 978-2-37722-089-2)
- Etna (2022) éditions d'Avallon - réédition
- Le Sang de nos ennemis (2023) Paris, Rivages/Noir, 2023
- La Couleur du noir (2023), L'Harmattan

### Littérature d'enfance et de jeunesse
Chez Scrineo Jeunesse (2012-2014)
- Un perroquet nommé Rocco
- Un voleur pas ordinaire
- Un éléphant ça trompe
- Le cheval de Noël
- Le chien des neiges

## Adaptations

### À la télévision
- 1984 : L’Ennemi public n°2 - Série noire, téléfilm français réalisé par Edouard Niermans, d'après le roman éponyme, avec Jean-François Stévenin et Jean-Pierre Sentier.

## Filmographie

### À la télévision
- 2002 : Central Nuit - En toute innocence : saison sept épisode sept : scénario
- 2002 : Police District - Banc de touche : saison trois épisode deux : co-scénario
- 2002 : La Crim' - Magie noire : saison six épisode un : scénario
- 2003 : La Crim' - Hache de guerre : saison huit épisode quatre : scénario
- 2005 : Commissaire Cordier – Un crime parfait : saison un épisode un : scénario

## Prix
- Prix Polar en séries 2023 pour Le Sang de nos ennemis[1]

## Sources
- Les Auteurs de la Série Noire, 1945-1995, collection Temps noir, Joseph K., 1996, (avec Claude Mesplède), p. 289-290.